# 第27回オンライン映画批評家協会賞
第27回オンライン映画批評家協会賞（27th Online Film Critics Society Awards）は、2023年の映画を対象とした映画賞。2024年1月17日にノミネート作品が発表され、同月22日に受賞作品が発表された。

## 受賞結果

### 部門賞
| 作品賞 | 監督賞 |
| --- | --- |
| 1. 『オッペンハイマー』 2. 『キラーズ・オブ・ザ・フラワームーン』 3. 『ホールドオーバーズ 置いてけぼりのホリディ』 4. 『哀れなるものたち』 5. 『落下の解剖学』 6. 『バービー』 7. 『パスト ライブス/再会』 8. 『メイ・ディセンバー ゆれる真実』 9. 『アステロイド・シティ』 10. 『関心領域』                                                                                               | - クリストファー・ノーラン - 『オッペンハイマー』 - グレタ・ガーウィグ - 『バービー』 - ヨルゴス・ランティモス - 『哀れなるものたち』 - マーティン・スコセッシ - 『キラーズ・オブ・ザ・フラワームーン』 - セリーヌ・ソン - 『パスト ライブス/再会』 |
| 主演男優賞 | 主演女優賞 |
| - ポール・ジアマッティ - 『ホールドオーバーズ 置いてけぼりのホリディ』：ポール - レオナルド・ディカプリオ - 『キラーズ・オブ・ザ・フラワームーン』：アーネスト・バークハート - キリアン・マーフィー - 『オッペンハイマー』：ロバート・オッペンハイマー - アンドリュー・スコット - 『異人たち』：アダム - ジェフリー・ライト - 『アメリカン・フィクション』：セロニアス・“モンク”・エリソン | - リリー・グラッドストーン - 『キラーズ・オブ・ザ・フラワームーン』：モーリー・バークハート - ザンドラ・ヒュラー4 - 『落下の解剖学』：サンドラ - グレタ・リー - 『パスト ライブス/再会』：ノラ・ムーン - マーゴット・ロビー - 『バービー』：バービー - エマ・ストーン - 『哀れなるものたち』：ベラ・バクスター                                                                             |
| 助演男優賞 | 助演女優賞 |
| - ロバート・ダウニー・ジュニア - 『オッペンハイマー』：ルイス・ストローズ - リリー・グラッドストーン - 『キラーズ・オブ・ザ・フラワームーン』：ウィリアム・キング・ヘイル - ライアン・ゴズリング - 『バービー』：ケン - チャールズ・メルトン - 『メイ・ディセンバー ゆれる真実』：ジョー・ヨー - マーク・ラファロ - 『哀れなるものたち』：ダンカン・ウェダーバーン                         | - ダヴァイン・ジョイ・ランドルフ - 『ホールドオーバーズ 置いてけぼりのホリディ』：メアリー - エミリー・ブラント - 『オッペンハイマー』：キャサリン・オッペンハイマー - ダニエル・ブルックス - 『カラーパープル』：ソフィア - レイチェル・マクアダムス - 『Are You There God? It's Me, Margaret.』：バーバラ・サイモン - ジュリアン・ムーア - 『メイ・ディセンバー ゆれる真実』：グレーシー |
| アニメ映画賞 | 非英語作品賞 |
| - 『スパイダーマン:アクロス・ザ・スパイダーバース』 - 『君たちはどう生きるか』 - 『ニモーナ』 - 『ロボット・ドリームズ』 - 『ミュータント・タートルズ:ミュータント・パニック!』 | - 『落下の解剖学』 - 『Fallen Leaves』 - 『ゴジラ-1.0』 - 『PERFECT DAYS』 - 『関心領域』 |
| ドキュメンタリー映画賞 | 第一回作品賞 |
| - 『実録 マリウポリの20日間』 - 『ジョン・バティステ: アメリカン・シンフォニー』 - 『ビヨンド・ユートピア 脱北』 - 『ココモ・シティ』 - 『STILL:マイケル・J・フォックス ストーリー』 | - セリーヌ・ソン - 『パスト ライブス/再会』 - レイヴン・ジャクソン - 『All Dirt Roads Taste of Salt』 - コード・ジェファーソン - 『アメリカン・フィクション』 - ダニー・フィリッポウ&マイケル・フィリッポウ - 『トーク・トゥ・ミー』 - A・V・ロックウェル - 『A Thousand and One』 |
| オリジナル脚本賞 | 脚色賞 |
| - デヴィッド・ヘミングソン - 『ホールドオーバーズ 置いてけぼりのホリディ』 - サミー・バーチ - 『メイ・ディセンバー ゆれる真実』 - グレタ・ガーウィグ、ノア・バームバック - 『バービー』 - セリーヌ・ソン - 『パスト ライブス/再会』 - ジュスティーヌ・トリエ、アルチュール・アラリ - 『落下の解剖学』                                                                                      | - クリストファー・ノーラン - 『オッペンハイマー』 - ジョナサン・グレイザー - 『関心領域』 - コード・ジェファーソン - 『アメリカン・フィクション』 - トニー・マクナマラ - 『哀れなるものたち』 - エリック・ロス、マーティン・スコセッシ - 『キラーズ・オブ・ザ・フラワームーン』 |
| 撮影賞 | 編集賞 |
| - ホイテ・ヴァン・ホイテマ - 『オッペンハイマー』 - ロドリゴ・プリエト - 『バービー』 - ロドリゴ・プリエト - 『キラーズ・オブ・ザ・フラワームーン』 - ロビー・ライアン - 『哀れなるものたち』 - ロバート・D・イェーマン - 『アステロイド・シティ』 | - ジェニファー・レイム - 『オッペンハイマー』 - ニック・ヒューイ - 『バービー』 - ヨルゴス・モヴロプサリディス - 『哀れなるものたち』 - セルマ・スクーンメイカー - 『キラーズ・オブ・ザ・フラワームーン』 - ロラン・セネシャル - 『落下の解剖学』 |
| 衣装デザイン賞 | 美術賞 |
| - 『バービー』 - 『アステロイド・シティ』 - 『キラーズ・オブ・ザ・フラワームーン』 - 『オッペンハイマー』 - 『哀れなるものたち』 | - 『バービー』 - 『アステロイド・シティ』 - 『キラーズ・オブ・ザ・フラワームーン』 - 『オッペンハイマー』 - 『哀れなるものたち』 |
| 作曲賞 | 視覚効果賞 |
| - ルドウィグ・ゴランソン - 『オッペンハイマー』 - ジャースキン・フェンドリックス - 『哀れなるものたち』 - ミカ・レヴィ - 『関心領域』 - ダニエル・ペンバートン - 『スパイダーマン:アクロス・ザ・スパイダーバース』 - ロビー・ロバートソン - 『キラーズ・オブ・ザ・フラワームーン』 | - 『オッペンハイマー』 - 『ザ・クリエイター/創造者』 - 『ゴジラ-1.0』 - 『ミッション:インポッシブル/デッドレコニング PART ONE』 - 『哀れなるものたち』 |

### 特別賞

#### 技術功労賞
- 『バービー』 - オリジナル・ソング（「アイム・ジャスト・ケン」「ホワット・ワズ・アイ・メイド・フォー?」）
- 『ジョン・ウィック:コンセクエンス』 - スタント・コーディネーション
- 『ミッション:インポッシブル/デッドレコニング PART ONE』 - スタント・コーディネーション
- 『ポトフ 美食家と料理人』 - 料理の演出

#### 生涯功労賞
- ジョディ・フォスター
- ジーン・ハックマン
- ゲイル・アン・ハード
- 宮崎駿
- セルマ・スクーンメイカー

## 内訳
| 数 | 作品                                              |
| -- | ------------------------------------------------- |
| 12 | 『オッペンハイマー』                              |
| 11 | 『キラーズ・オブ・ザ・フラワームーン』            |
| 11 | 『哀れなるものたち』                              |
| 9  | 『バービー』                                      |
| 5  | 『落下の解剖学』                                  |
| 5  | 『パスト ライブス/再会』                          |
| 4  | 『アステロイド・シティ』                          |
| 4  | 『ホールドオーバーズ 置いてけぼりのホリディ』     |
| 4  | 『メイ・ディセンバー ゆれる真実』                 |
| 4  | 『関心領域』                                      |
| 3  | 『アメリカン・フィクション』                      |
| 2  | 『ゴジラ-1.0』                                    |
| 2  | 『スパイダーマン:アクロス・ザ・スパイダーバース』 |

| 数 | 作品                                          |
| -- | --------------------------------------------- |
| 8  | 『オッペンハイマー』                          |
| 4  | 『バービー』                                  |
| 3  | 『ホールドオーバーズ 置いてけぼりのホリディ』 |